# Рогаткин, Александр Георгиевич
Александр Георгиевич Рогаткин (13 июня 1975, Тамбов) — российский тележурналист, руководитель студии ВГТРК «Авторская программа Александра Рогаткина», снявший более 100 документальных фильмов и специальных репортажей.

## Биография
Родился в Тамбове.
В 1994 году начал работу журналистом в тамбовских печатных изданиях; делал собственное юмористическое приложение под названием «Н-клуб». В 1995 году начал работу на телекомпании «Полис», где вёл несколько авторских информационных программ. Также был внештатным корреспондентом центральных каналов. Снимал репортажи для ТСН, НТВ.
В 1998 году закончил Тамбовский Государственный университет по специальности «Социология культуры».
В 2001 году был приглашён работать корреспондентом государственного телеканала РТР. С 2001 года по 2003 год — корреспондент программы Вести Москва. С 2002 года - корреспондент телепрограммы Вести недели.
С 2003 года по 2009 год — корреспондент программы Вести.
С 2009 года по настоящее время — руководитель авторской программы «Студия А. Рогаткина», а также специальный корреспондент ВГТРК.
В 2010 году стал первым федеральным журналистом, который поднял тему русского национализма, в цикле фильмов «Принцип ненависти» рассказывал о националистических профашистских движениях, показывал их быт, тренировочные лагеря и условия содержания в тюрьмах. После выхода фильмов в эфир вместе со съёмочной группой попал в чёрные списки русских националистов.
Во время расследования дела Полонского в 2012 году стал единственным журналистом, которому удалось попасть в Камбоджийскую тюрьму и записать с ним большое интервью.
В начале 2014 года, после серии репортажей с Евромайдана и востока Украины, дважды депортировался из страны. Во время боевых действий на Донбассе осенью 2014 года, после боя за 32 блок-пост на Бахмутской трассе, вместе с парламентерами от ополченцев участвовал в переговорах с украинскими военнослужащими и взял у них интервью на подконтрольной территории ВСУ.
В 2016 году был в числе первых журналистов, которые вошли в освобожденный Мосул.
В мае 2017 года получил гражданство ЛНР.
За это время снял более 100 документальных фильмов и специальных репортажей для каналов холдинга ВГТРК.

## Награды и премии
- Премия Правительства Российской Федерации в области средств массовой информации (27 декабря 2022 года) — за объективное освещение событий, происходящих на Украине[2].
- Золотая медаль имени Юрия Левитана «За выдающийся вклад в теле-радиожурналистику» (2023 год, кинофорум «Золотой Витязь»)[3].

## Медиафайлы

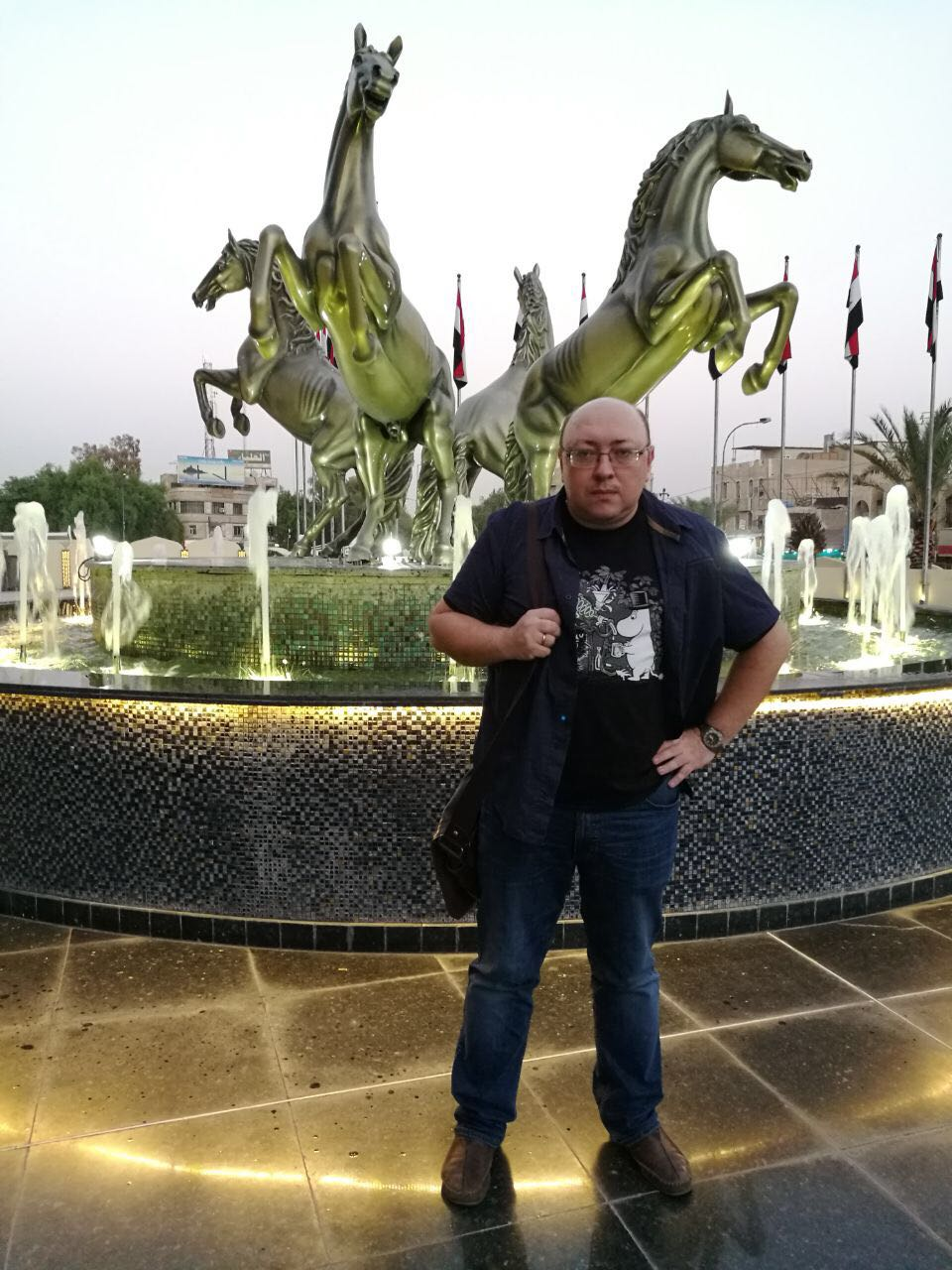
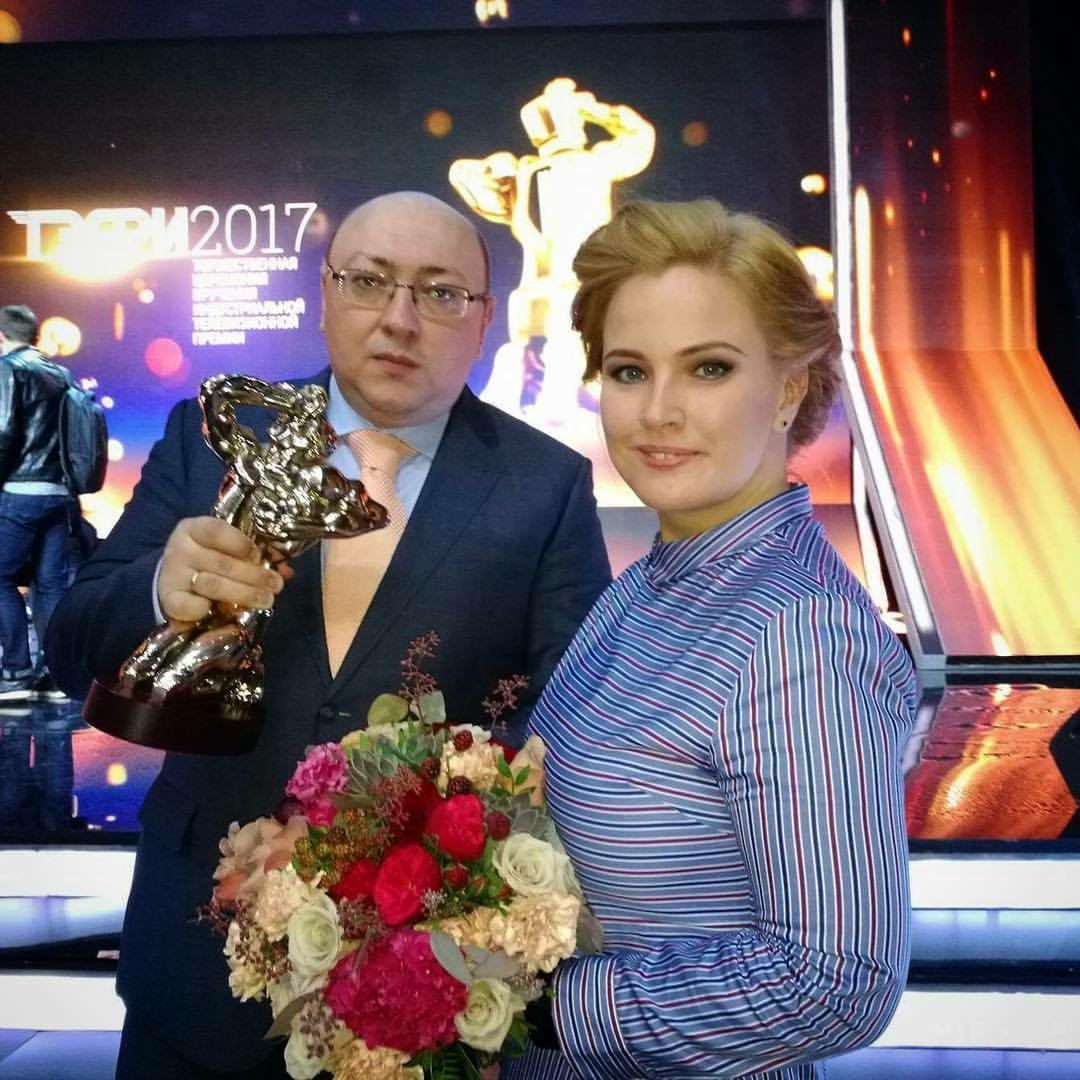
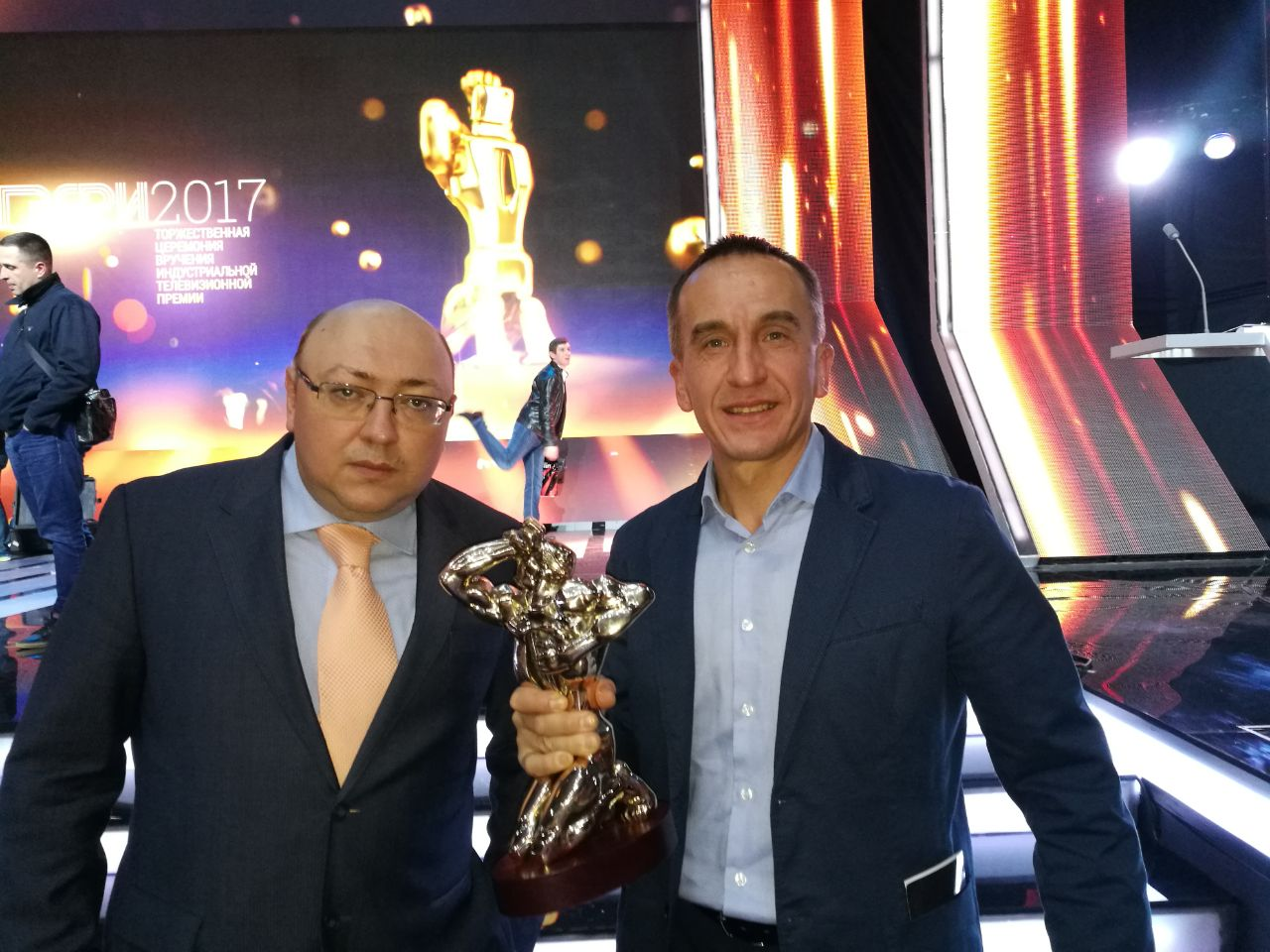